# Achyrocline gertiana
Achyrocline gertiana là một loài thực vật có hoa trong họ Cúc. Loài này được Deble & Marchiori mô tả khoa học đầu tiên năm 2005.